# Sharon (Dakota del Norte)
Sharon es una ciudad ubicada en el condado de Steele en el estado estadounidense de Dakota del Norte. En el censo de 2010 tenía una población de 96 habitantes y una densidad poblacional de 23,84 personas por km².

## Geografía
Sharon se encuentra ubicada en las coordenadas 47°35′39″N 97°54′18″O / 47.59417, -97.90500. Según la Oficina del Censo de los Estados Unidos, Sharon tiene una superficie total de 4.03 km², de la cual 4 km² corresponden a tierra firme y (0.77%) 0.03 km² es agua.

## Demografía
Según el censo de 2010, había 96 personas residiendo en Sharon. La densidad de población era de 23,84 hab./km². De los 96 habitantes, Sharon estaba compuesto por el 93.75% blancos, el 0% eran afroamericanos, el 6.25% eran amerindios, el 0% eran asiáticos, el 0% eran isleños del Pacífico, el 0% eran de otras razas y el 0% pertenecían a dos o más razas. Del total de la población el 0% eran hispanos o latinos de cualquier raza.